# 谭志娟
谭志娟（1957年—），黑龙江讷河人，汉族，中华人民共和国政治人物、全国人民代表大会黑龙江地区代表。
毕业于东北农业大学农学专业，加入中国共产党。担任齐齐哈尔农业技术推广中心副主任。2008年起担任全国人大代表。2013年，被选为全国人大代表。